# Campionat del Món de X-Trial 2023
|  | Per al campionat del món a l'aire lliure d'aquell any, vegeu Campionat del Món de Trial 2023 |

La temporada de 2023 del Campionat del Món de X-Trial fou la 31a edició d'aquest campionat, organitzat per la FIM. El calendari oficial constava de 7 proves puntuables, celebrades entre el 5 de febrer i l'11 de novembre. Dues de les proves programades es disputaren als Països Catalans: el Trial Indoor de Barcelona, disputat el 5 de febrer, i el Trial Indoor d'Andorra la Vella, disputat el 7 d'octubre.
Toni Bou va guanyar el dissetè dels seus 19 campionats mundials indoor (a data de 2025). Per primera vegada des del 2004, el subcampió no era català sinó basc, Jaime Busto. Tampoc el tercer va ser aquell any un català sinó el gallec Gabriel Marcelli, company de Toni Bou a l'equip de Montesa.
Adam Raga, quart, va obtenir el seu pitjor resultat al campionat des del 2001. També Jeroni Fajardo, desè amb la Sherco, va obtenir el seu pitjor resultat al campionat des que hi havia debutat el 2005. A començaments del 2024, Fajardo va anunciar la seva retirada temporal de les competicions, motivada per una lesió cervical que arrossegava de feia temps.

## Sistema de puntuació
L'any 2023 entrà en vigor un nou sistema de puntuació en què obtenien punts els 9 primers classificats de cada prova (en comptes dels 10 com abans), repartits d'acord amb el següent barem:
| Posició | 1  | 2  | 3  | 4 | 5 | 6 | 7 | 8 | 9 |
| Punts   | 20 | 15 | 12 | 9 | 6 | 4 | 3 | 2 | 1 |

1. ↑  +1 punt extra per al guanyador de cada volta.

## Calendari
| Ronda | Data           | Prova   | Lloc                 | Guanyador   |
| ----- | -------------- | ------- | -------------------- | ----------- |
| 1     | 5 de febrer    | Espanya | Barcelona            | Toni Bou    |
| 2     | 11 de març     | Àustria | Wiener Neustadt      | Jaime Busto |
| 3     | 25 de març     | Espanya | Pamplona             | Toni Bou    |
| 4     | 7 d'abril      | França  | Bordeus              | Toni Bou    |
| 5     | 7 d'octubre    | Andorra | Andorra la Vella     | Toni Bou    |
| 6     | 4 de novembre  | Espanya | Madrid               | Toni Bou    |
| 7     | 11 de novembre | França  | Mouilleron-le-Captif | Toni Bou    |

## Classificació final
| Posició | Pilot             | Motocicleta | Punts |
| ------- | ----------------- | ----------- | ----- |
| 1       | Toni Bou          | Montesa     | 144   |
| 2       | Jaime Busto       | Gas Gas     | 96    |
| 3       | Gabriel Marcelli  | Montesa     | 88    |
| 4       | Adam Raga         | TRRS        | 61    |
| 5       | Toby Martyn       | Montesa     | 39    |
| 6       | Aniol Gelabert    | Beta        | 34    |
| 7       | Benoit Bincaz     | Sherco      | 26    |
| 8       | Matteo Grattarola | Vertigo     | 12    |
| 9       | Sondre Haga       | Gas Gas     | 7     |
| 10      | Jeroni Fajardo    | Sherco      | 6     |